# Pectinodonta aupouria
Pectinodonta aupouria is een slakkensoort uit de familie van de Pectinodontidae. De wetenschappelijke naam van de soort is voor het eerst geldig gepubliceerd in 1985 door B.A. Marshall.